# Abounaddara
Abounaddara (Eigenschreibweise auch: abou naddara, arabisch ابو نظارة Abū naẓẓāra) ist ein anonymes Kollektiv syrischer Dokumentarfilmer, das 2010 in Damaskus gegründet wurde. Seit Beginn des Bürgerkriegs in Syrien kämpfte es mit digitalen Videos sowohl gegen das Regime Baschar al-Assads und dessen staatliche Propaganda als auch gegen extremistische Dschihadisten.

## Name
Der Name Abounaddara ist ein Wortspiel. „Abou Naddara“ war zum einen das Pseudonym des ägyptischen jüdischen Journalisten und Dramatikers Yaqub Sanu, der 1877 die erste Satire-Zeitung Ägyptens mit dem Titel Abou Naddara Zarqa gegründet hatte, und bedeutet sinngemäß übersetzt: „Mann mit Brille“. Zum anderen bezieht sich der Name auf den Filmklassiker Der Mann mit der Kamera des sowjetischen Dokumentarfilmers Dsiga Wertow.

## Geschichte und Arbeitsweise
Die Filmemacher, die sich als politische Dissidenten verstehen, sind Absolventen von Filmhochschulen oder Universitäten. Sie stellen sich selbst als Autodidakten vor. Da es für ihre Dokumentationen im staatlichen Fernsehen und in der staatlich kontrollierten Filmszene in Syrien keinen Platz gab, entschieden sie sich, unabhängig zu bleiben und Filme nach eigenen Regeln zu produzieren. 2010 gründeten sie in Damaskus das Kollektiv Abounaddara. Außer seinem Sprecher, Charif Kiwan, sind die Mitglieder anonym. Sie leben an verschiedenen Orten des Landes, arbeiten mit lokalen Aktivisten und Bürgerjournalisten zusammen. Ihre Filme beschreiben, was die Berichterstattung in den internationalen Medien auslässt: den Alltag im Land hinter den Konflikten. Den Bildern von Krieg und Zerstörung setzen sie Gesichter der „Revolution“ für eine Demokratisierung Syriens entgegen und geben den namenlosen Opfern eine eigene Stimme. Anknüpfend an das Lebensgefühl vor dem Assad-Regime, als man freitags ins Kino ging, veröffentlichte Abounaddara nahezu jeden Freitag einen kostenlosen Kurzfilm auf der Videoplattform Vimeo mit englischen oder französischen Untertiteln. Von 2011 bis 2017 ist mit über 450 Kurzfilmen ein kontinuierlich größer werdendes Archiv von Mikrogeschichten des Syrienkonflikts entstanden.

## Inhalte und Filmsprache
Die Filme von Abounaddara dokumentieren in Fragmenten Innenansichten des Bürgerkriegs in Syrien, meist ohne Erklärungen oder Einordnungen. Die meisten der Clips sind Monologe oder zeigen alltägliche Verrichtungen für das Überleben mitten im Krieg. Jeder der Filme ist in der Regel unter fünf Minuten lang, einige sind sehr kurz wie filmische Blogs oder Tweets. Das Kollektiv nennt sie „cinema of emergency“ (Notfall-Kino). Es verwendet laut seines Sprechers „eine sehr spezielle kinematographische Sprache, die der Dringlichkeit unserer Situation angepasst ist.“ Das Kollektiv entwickelte Regeln der Darstellung, die Privatheit und Selbstbestimmung hervorheben. Wie die Filmemacher bleiben auch die Frauen, Männer und Kinder vor der Kamera anonym. Sie sind die Subjekte der Filme. In ihren Wohnungen, Geschäften oder auf der Straße reflektieren sie über Nachwirkungen eines Ereignisses. Ein Mädchen verteidigt sein Recht, keinen Schleier zu tragen. Eine Lehrerin sagt, dass der IS mit seinen Ideen den Verstand der jungen Menschen vergiftet habe. In einem Video erzählt eine Frau, dass ihr dämmere, wie das „Sektierertum“ ihre Art zu denken infiltriert. Als „Zeugen“ sprechen Rebellen, frühere Soldaten des Regimes und ehemalige Dschihadisten des IS. Die Zuschauer erfahren nicht, welche Religion sie haben. Die Kameraeinstellungen sind meist lang und statisch, bleiben in einer Umgebung. Nahaufnahmen betonen die persönliche Zeugenschaft.
Manche der Kurzfilme erzählen wortlos eine Geschichte. In The Butcher of Aleppo schneidet ein junger Mann in einer Metzgerei Rippen aus einem Stück Fleisch. In der letzten Einstellung sieht man das Fleisch am Haken vor dem Laden hängen. Firewood beginnt mit Geräuschen von Gewehren und Bomben, die in der Ferne pulsieren, während ein paar Jungen mit einem Mann an einer Mauer kauern. Die Kamera ruht auf ihren Gesichtern. Als es still wird, gehen sie die Straße entlang zu einem Raum, wo einer der Jungen Holz hackt. Mit dem Geräusch endet der Film. Kinder und ein Kriegsversehrter sind die Protagonisten von Hors Chant. Zu dem Lied Chant des Partisans folgt die Kamera einem einbeinigen Mann mit Krücken auf einer leeren Straße in einer zerbombten Stadt. In der letzten Sequenz spielen Kinder auf Trümmern Schere, Stein, Papier.
Über die Arbeit des Abounaddara-Kollektivs schrieb Dork Zabunyan, Professor für Filmwissenschaften in Paris: Es mache „die Gewalt spürbar, ohne dabei auf einen Voyeurismus zurückzugreifen, der das Leid von Frauen und Männern vor der Kamera ausschlachtet. […] Es geht um das Recht auf ein Bild, das die Würde jener Menschen respektiert, die im Augenblick gegen unterschiedlichste Formen der Tyrannei kämpfen.“
Beeinflusst von Dsiga Wertow gehören auch poetische Elemente und Mittel der politischen Agitation zur Filmsprache von Abounaddara. Die Regisseure verwenden Schrift, Filmzitate und -musik. In The Kid wandelt sich ein Junge, der im ersten Teil des Videos weinend Assad anklagt, zu einem kindlichen Fanatiker des IS. Unterlegt ist der Film mit der Titelmusik aus Charly Chaplins gleichnamigem Stummfilm. Wie Yaqub Sanu arbeiten die Filmemacher mit Satire und Schwarzem Humor, wenn sie Propaganda bloßstellen. Mit dem Kurzfilm My Name is Bashar, ein Zusammenschnitt von Fotos aus den sozialen Netzwerken zu einem Familienalbum, verspotten sie die Rolle Assads als Despot und Charmeur.

## Präsenz auf der Documenta 14 und internationalen Festivals
Abounaddara war 2014 auf dem Human Rights Watch International Film Festival in London vertreten, 2015 auf der Biennale di Venezia. Beim 30. Sundance Film Festival gewann das Kollektiv den Kurzfilmpreis der Großen Jury für Of God and Dogs. Der 12-minütige Film handelt von einem syrischen Soldaten auf der Suche nach Rache an dem Gott, der ihn dazu brachte, einen unschuldigen Mann zu töten.
Die documenta 14 präsentierte 2017 den 140-minütigen Film On Revolution. Regie führte Maya al-Khoury, mit der erstmals ein Mitglied des Kollektivs seit seiner Gründung von seiner selbst auferlegten Verpflichtung zur Anonymität abwich. Die 1969 in Syrien geborene al-Khoury hatte an der Universität Damaskus Literaturwissenschaften studiert und einen Master in Philosophie von der Universität Wien erhalten. Der Film, der von Abounaddara mit Unterstützung der documenta und anderen weltweiten Partnern produziert worden war, erzählt fragmentarisch und unkommentiert die Geschichten anonymer Syrer und Syrerinnen über einen Zeitraum von sechs Jahren. Maya al-Khourys Ansatz sei dem einer Historikerin ähnlich, die sich darauf verstehe, „Mikrohistorien zu durchschiffen, so den Wegen weniger Individuen zu folgen und diese miteinander zu verknüpfen, um Geschichte sichtbar werden zu lassen“, heißt es in der documenta-Filmankündigung. 2019 lief der Film, nun unter dem Titel During Revolution, im Wettbewerb auf dem Locarno Film Festival und 2020 im Museum of Modern Art in New York.

## Werke
- Videos von Abounaddara auf Vimeo
- Of God and Dogs, Syrien 2014, digitales Video (12 Min.)
- On Revolution (vorläufige Version), Syrien 2017, digitales Video (140 Min.)
- Fi al-thawra (During Revolution), Regie: Maya Khoury, Kamera: Maya Khoury, Ousama al-Habali, Abdulrahman Cheikh al-Ichreh, Mohamed Nihad Sandeh. Produktion: The Abounaddara Collective mit Unterstützung des schwedischen Filminstituts, Syrien/Schweden 2018, Kinofilm, arabisch mit englischen Untertiteln (144 Min.)

## Preise
- Kurzfilmpreis der Grand Jury für Of God and Dogs, Sundance Film Festival 2014.
- „Prize for Art and Politics“ für das gesamte Projekt vom Vera List Center for Arts and Politics an der New School, New York 2014.[16]

## Ausstellung 2024/25
- The Ruins We Carry, Berkeley Art Museum and Pacific Film Archive (BAMPFA), Oktober 2024 bis Februar 2025.[17]